# Connie Francis

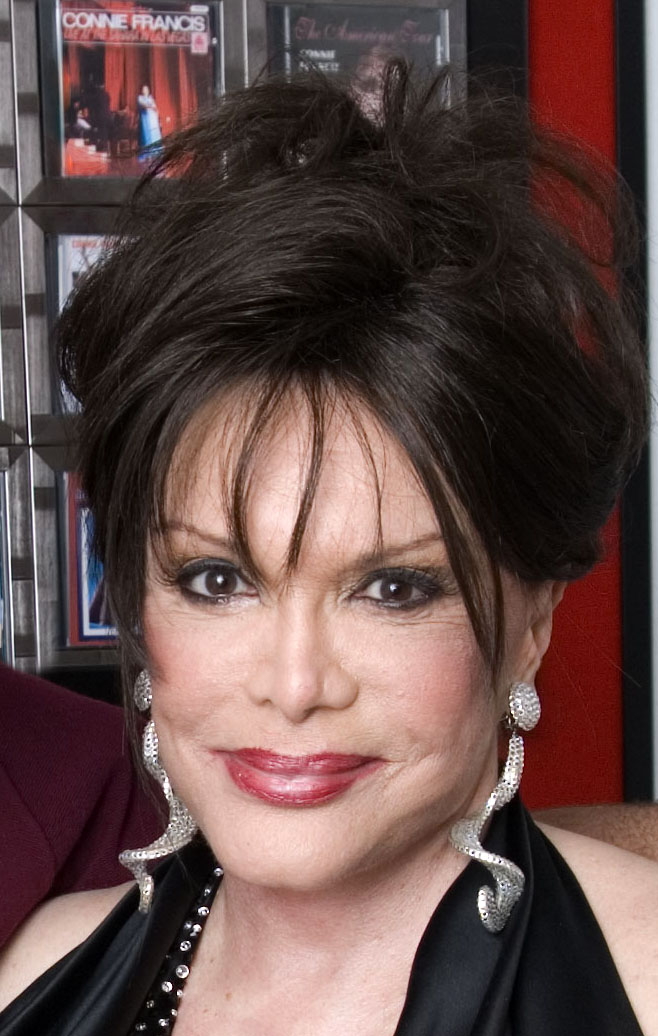
Connie Francis (November 2011)

Connie Francis (* 12. Dezember 1937 als Concetta Rosa Maria Franconero in Newark, New Jersey; † 16. Juli 2025 in Pompano Beach, Florida) war eine US-amerikanische Pop- und Schlagersängerin, die Anfang der 1960er-Jahre auch einige deutschsprachige Hits hatte. Obwohl ihre Erfolge in den Popcharts in der zweiten Hälfte der 1960er-Jahre nachließen, blieb sie im Bereich der Adult Contemporary Music weiterhin erfolgreich und war bis in die 2010er-Jahre auf der Bühne aktiv. In Deutschland wurde Francis vor allem mit den Schlagern Schöner fremder Mann und Die Liebe ist ein seltsames Spiel, der deutschen Version ihres Nummer-eins-Hits Everybody’s Somebody’s Fool, bekannt.

## Leben

### 1937–1955: Kindheit und erste Auftritte
Connie Francis wurde 1937 in einem Ironbound (auch Italian Down Neck) genannten multiethnischen Arbeiterviertel in Newark geboren. Sie war das erste Kind des Italoamerikaners George Franconero und seiner Frau Ida Ferrari-di Vito. Die ersten Lebensjahre verbrachte Francis im New Yorker Stadtteil Brooklyn, ehe die Familie zu ihren übrigen Verwandten nach Newark umsiedelte.
In ihrer Autobiografie Who’s Sorry Now? aus dem Jahr 1984 erinnerte sich Francis daran, dass ihr Vater sie bereits im Alter von drei Jahren dazu ermutigte, auf Nachbarschaftsfesten und bei Talentwettbewerben aufzutreten, wobei sie sang und Akkordeon spielte. 1951 und 1952 besuchte Francis zunächst die Newark Arts High School. Später zog ihre Familie nach Belleville, New Jersey, wo sie 1955 die dortige High School abschloss. Während dieser Zeit trat Francis weiterhin bei Festen und Wettbewerben auf; von Letzteren wurden einige im Lokalfernsehen übertragen. Dabei erschien sie abwechselnd als Concetta Franconero oder als Connie Franconero auf der Bühne. Unter dem letztgenannten Namen war sie zwischen 1951 und 1955 bei den Startime Kids engagiert, einer von NBC produzierten Unterhaltungssendung für Jugendliche.
Während der Proben für eine Fernsehshow im Jahr 1954 riet ihr der Moderator Arthur Godfrey, ihren Bühnennamen zu Connie Francis abzuwandeln, weil dieser sich leichter aussprechen ließ, und künftig auf das Akkordeon zu verzichten. Um dieselbe Zeit begann Francis, als Sängerin für Demoschallplatten zu arbeiten. Diese Schallplatten wurden aufgenommen und an die Managements bereits etablierter Stars verschickt, um diesen neues Musikmaterial vorzustellen.

### 1955–1957: Schallplattenvertrag und kommerzieller Misserfolg
1955 wurde Startime Kids abgesetzt. Im Mai desselben Jahres brachten ihr Vater und ihr Manager George Scheck das Geld für die Produktion von vier Liedern auf, mit denen sie einen Vertrag als eigenständige Künstlerin bei einer Schallplattenfirma erhalten sollte. Doch jede wichtige Schallplattenfirma in New York lehnte sie als untalentiert oder nicht aus der Masse herausragend ab. Dies war der Tatsache geschuldet, dass Francis während ihrer Tätigkeit als Sängerin für Demoschallplatten Anweisungen erhalten hatte, beim Gesang den Stil jenes Stars zu imitieren, dem das jeweilige Lied zugedacht war, also damaligen Showgrößen wie Kitty Kallen oder Kay Starr. Dadurch hatte Francis noch keinen eigenständigen Stil entwickeln können.
Selbst als MGM Records ihr schließlich einen Vertrag anboten, geschah dies nur, weil der zuständige Manager der Plattenfirma, Harry A. Myerson, den von Francis aufgenommenen Titel Freddy für ein gelungenes Geburtstagsgeschenk für seinen gleichnamigen Sohn hielt. Freddy wurde als Single veröffentlicht und ein kommerzieller Misserfolg – ebenso wie die folgenden acht Solosingles.
Im Herbst 1957 gelang Francis ihr erster Charterfolg, als The Majesty of Love, ein Duett, das sie mit Marvin Rainwater aufgenommen hatte, sich für eine Woche auf Platz 93 der Hot 100 des Musikmagazins Billboard platzieren konnte.

### 1957–1959: Letzte Chance und Durchbruch
Der bescheidene Hit kam jedoch zu spät – der Vertrag zwischen Francis und MGM Records erstreckte sich auf zehn Solosingles und eine Duettsingle. Auch wenn der Erfolg sich mit The Majesty of Love nun eingestellt zu haben schien, ließ MGM Records verlauten, dass der Vertrag nach der letzten noch ausstehenden Solosingle enden würde.
Francis hatte bereits ein Medizinstudium erwogen und sich erfolgreich um ein vierjähriges Stipendium an der New York University beworben. Während ihrer vermeintlich letzten Aufnahmesitzung am 2. Oktober 1957 nahm sie eine Version des von Bert Kalmar und Harry Ruby geschriebenen Standards Who’s Sorry Now? auf. In ihrer Autobiografie berichtet Francis, dass dies nur aufgrund der Beharrlichkeit ihres Vaters geschah, der davon überzeugt war, dass das bereits 1923 geschriebene Lied ein Hit werden könnte, wenn man es nur in einem modernen Arrangement präsentierte.
Francis gefiel dieses Lied nicht, und sie hatte mit ihrem Vater hitzig darüber gestritten. Nun zögerte sie die Aufnahme der übrigen Lieder soweit hinaus, dass ihrer Meinung nach nicht mehr genügend Zeit auf dem permanent mitschneidenden Aufnahmeband vorhanden war, um Who’s Sorry Now? noch aufnehmen zu können. Doch ihr Vater ließ sich nicht beirren, daher kam es doch noch zur Aufnahme des Liedes, worauf am Ende nur noch wenige Sekunden auf dem Band übrig waren.
Wie alle vorherigen schien auch Who’s Sorry Now? als Flop zu enden – wie Francis es vorausgesagt hatte. Doch am 1. Januar 1958 spielte der Moderator Dick Clark die Platte erstmals in seiner täglichen Show American Bandstand, damals die einflussreichste Musiksendung im amerikanischen Fernsehen. Bis Jahresmitte 1958 waren über eine Million Exemplare von Who’s Sorry Now? verkauft, und Francis war unvermittelt zum Weltstar geworden – die Platte erreichte Platz 4 in den Vereinigten Staaten und Platz 1 in Großbritannien.
Umgehend bot ihr MGM Records einen neuen Vertrag an, den sie trotz anderer lukrativerer Angebote unterzeichnete, denn MGM bot ihr dank des Verhandlungsgeschickes ihres Managers einmalige Arbeitsbedingungen. Da MGM ihr gegenüber nicht weisungsberechtigt war, verfügte Francis über die alleinige Kontrolle über ihre Schallplattenproduktionen, besaß das alleinige Entscheidungsrecht über Veröffentlichung oder Nichtveröffentlichung ihrer Aufnahmen und durfte sich Songmaterial, Aufnahmestudios und beteiligte Musiker selbst aussuchen. Damit verfügte sie im Vergleich zu anderen Schallplattenkünstlern ihrer Zeit über einen ungewöhnlich hohen Grad an Unabhängigkeit.
Die Folgesingle I’m Sorry I Made You Cry war nur ein moderater Erfolg mit einer Höchstnotierung auf Platz 36, die nächste Single Heartaches verfehlte die Charts komplett. Erst die Single Stupid Cupid, geschrieben von Neil Sedaka und Howard Greenfield, brachte Francis den Erfolg zurück: Platz 14 in den Vereinigten Staaten und Platz 1 in Großbritannien. Während der restlichen 1950er-Jahre erreichten sieben weitere Singles die Top 40 der Vereinigten Staaten. Dabei wechselten sich moderne Fassungen älterer Songs – wie z. B. My Happiness, das Platz 2 erreichte – und neues Material wie Lipstick on Your Collar (Platz 5) oder Frankie (Platz 9) einander ab.

### 1959–1973: Internationaler Star
Einem weiteren Vorschlag ihres Vaters folgend, nahm Connie Francis im August 1959 das Album Connie Francis sings Italian Favorites auf, das im November 1959 veröffentlicht wurde, Platz 4 der Albumcharts erreichte und bis heute das erfolgreichste Album von Francis ist. Die daraus ausgekoppelte Single Mama erreichte Platz 8 in den Vereinigten Staaten und Platz 2 in Großbritannien.
Dieses Album, das sowohl Klassiker der italienischen Musik wie etwa Santa Lucia als auch moderne Schlager wie Volare enthielt, markierte für Francis den Übergang vom teenagerorientierten und schnelllebigen Rock ’n’ Roll zum beständigeren erwachsenen Entertainment, was nach Meinung ihres Vaters angebracht war, wenn sie eine dauerhafte Karriere im Musikbusiness anstrebte.
Auch im Jahre 1959 veröffentlichte Connie Francis ein Weihnachtsalbum mit 13 sehr populären englischen Weihnachtsliedern, wobei das 13. Lied das bekannte Ave Maria in Latein ist.
Dennoch nahm Francis weiterhin Singles für den Teenagermarkt auf. Zu ihren großen Hits in den Vereinigten Staaten zählen unter anderem Breakin’ in a Brand New Broken Heart (1961, Platz 7), When the Boy in Your Arms (Is the Boy in Your Heart) (1961, Platz 10), Second Hand Love (1962, Platz 9) und Where the Boys Are (1961, Platz 4). Das letztgenannte Lied wurde zu ihrem Markenzeichen im englischsprachigen Raum und war gleichzeitig das Titellied des ersten Spielfilmes, in dem sie mitwirkte. Obwohl sie in drei weiteren Spielfilmen mitspielte, sah Francis sich selbst nie als ernsthafte Schauspielerin und lehnte nach einem letzten Auftritt 1966 in einem Fernsehfilm weitere Angebote ab.
Der Erfolg von Connie Francis sings Italian Favorites und den Nachfolgealben Connie Francis sings Spanish and Latin American Favorites, Connie Francis sings Jewish Favorites sowie More Italian Favorites (alle 1960) führte dazu, dass Connie Francis neben Eartha Kitt (C’est si bon, Johnny, wenn du Geburtstag hast, Rosenkyssar) zu den ersten amerikanischen Künstlern gehörte, die regelmäßig in mehreren Sprachen aufnahmen. Weitere Stars wie Brenda Lee, Peggy March und Wanda Jackson sollten ihr folgen. In ihrer Autobiografie erklärte Francis, dass sie in den frühen Jahren ihrer Karriere in einigen Ländern Schwierigkeiten hatte, mit ihren Platten erfolgreich zu sein, da man dort lieber Musik in der eigenen Sprache hörte. Als Beispiel führte sie Deutschland an, wo Freddy Quinn regelmäßig bis zu drei Millionen Exemplare einer Single verkaufte, was etwa zwölf Millionen auf dem US-Markt entsprach.
Nach diesen Überlegungen nahm Francis im April 1960 das Lied Everybody’s Somebody’s Fool auf. Es orientierte sich klar an Guy Mitchells Hit Heartaches by the Number von 1959, der in der deutschen Version Ich zähle täglich meine Sorgen ein Riesenerfolg für Peter Alexander gewesen war. Doch obwohl Everybody’s Somebody’s Fool der erste Nummer-1-Hit für Francis in den Vereinigten Staaten wurde, hinterließ die Single in Deutschland keinen bleibenden Eindruck.
Francis ließ sich einen deutschen Text schreiben, und nach einigen Misstönen zwischen Francis selber und den verantwortlichen Managern auf beiden Seiten des Atlantiks, die das Unternehmen für „Karriereselbstmord“ hielten, wurde die deutsche Aufnahme Die Liebe ist ein seltsames Spiel schließlich veröffentlicht und avancierte zu Deutschlands erfolgreichster Single des Jahres.
Anders als allgemein angenommen, hat Francis keine weiteren fremdsprachigen Versionen von Everybody’s Somebody’s Fool aufgenommen. Die deutsche Version ist die einzige, die von ihr selbst stammt, auch wenn andere Künstler das Lied in z. B. schwedischer, portugiesischer und finnischer Sprache aufgenommen haben.
Erst mit Many Tears Ago (Platz 7 in den US-Charts) und den darauf folgenden Coverversionen (Deutsch: Ich komm’ nie mehr von dir los/Italienisch: Piangere per te mai più/Spanisch: Dime que paso) im späteren Verlauf des Jahres 1960 begann Connie Francis, regelmäßig fremdsprachige Coverversionen ihrer eigenen US-Hits aufzunehmen. Im Laufe der folgenden Jahre baute sie so ihr Aufnahmeportfolio auf insgesamt fünfzehn Sprachen aus: Deutsch, Englisch, Französisch, Griechisch, Hawaiisch, Hebräisch, Italienisch, Japanisch, Jiddisch, Latein, Neapolitanisch, Niederländisch, Portugiesisch, Schwedisch und Spanisch.
Außerdem sang und moderierte sie 1970 während eines Konzertes beim Festival „Cerbul de Aur“ in Kronstadt live in rumänischer Sprache.
Sprachen wie Latein (z. B. auf ihrem Weihnachtsalbum Christmas In My Heart von 1959) und Rumänisch wurden von Francis aus kulturellen Gründen verwendet und als Respektsbezeugung gegenüber ihren Fans, während andere Sprachen aus den oben genannten Gründen hauptsächlich verwendet wurden, um ihre Schallplattenverkäufe anzukurbeln. In einigen dieser Sprachen gingen die Aufnahmen allerdings nicht über ein Experimentalstadium von höchstens drei Liedern hinaus. Ihre größten Erfolge feierte Francis in Italien, Spanien, Deutschland und Japan, daher nehmen die Sprachen dieser Länder neben Englisch den größten Teil ihres Sprachrepertoires in Anspruch. Sie spricht nur Englisch, Spanisch und Italienisch fließend. Bei den übrigen arbeitet sie stets eng mit Dolmetschern und Sprachlehrern zusammen, die auf möglichst korrekte Aussprache achten.
Aufgrund sich verändernder Trends begann der Charterfolg von Connie Francis in den Hot 100 ab Ende 1962 weniger zu werden. Ihren letzten Top-Ten-Hit hatte sie im Sommer 1962 mit V-A-C-A-T-I-O-N. Bis 1964 erreichten ihre Singles noch die Top 40, danach waren sie nur noch in den hinteren Rängen der Hot 100 anzutreffen oder verfehlten ganz den Einzug dort. Auf der anderen Seite landete sie weiterhin Top-Ten-Hits der immer wichtiger werdenden Adult Contemporary Charts und gelegentlich die Top 40 der Country Charts. Dadurch blieb Francis kontinuierlich während der 1960er-Jahre in den US-Charts vertreten, und auch im Ausland blieb sie erfolgreich. Außerdem war sie weiterhin eine gefragte Live-Künstlerin in den Showtempeln von Las Vegas und New York City und gastierte in wichtigen internationalen Konzerthäusern wie dem London Palladium oder dem Olympia in Paris.
Ende 1969 lief der Vertrag mit MGM Records aus, und Francis entschied, sich ihrem langjährigen Label gegenüber nicht weiter zu verpflichten. Ermüdet von fast fünfzehn Jahren, die sie kontinuierlich mit Plattenaufnahmen, Konzerttourneen, Filmdreharbeiten, Fernsehauftritten und Reisen verbracht hatte, zog sie sich im März 1970, nachdem sie der Verpflichtung zu zwei letzten deutschsprachigen Singles nachgekommen war, weitestgehend ins Privatleben zurück und trat nur gelegentlich als Gaststar bei besonderen Veranstaltungen und Fernsehsendungen auf.
Schon im Jahr 1973 kehrte Francis jedoch ins Aufnahmestudio zurück und nahm (Should I) Tie a Yellow Ribbon Round the Old Oak Tree? auf GSF Records auf. Dieses Lied war ein so genannter „answer song“ („Antwortlied“) auf Tie a Yellow Ribbon Round the Old Oak Tree von Tony Orlando & Dawn und verfehlte knapp den Einzug in die Charts. Das Projekt einer deutschen Version unter dem Titel Die Antwort blieb unvollendet. Eine weitere Single von 1973, I Don’t Want to Walk Without You, konnte die Charts nicht erreichen.

### 1974–1981: Tragödie und Rückkehr
Nach dem bescheidenen Erfolg mit (Should I) Tie a Yellow Ribbon Round the Old Oak Tree? begann Connie Francis, wieder regelmäßig aufzutreten. Während eines Engagements im Westbury Music Fair in New York wurde sie nach einem Konzert am 8. November 1974 in ihrem Motelzimmer brutal vergewaltigt und erstickte beinahe unter dem Gewicht einer schweren Matratze, die der Angreifer nach seiner Attacke auf sie geworfen hatte. Connie Francis verklagte die Betreiberkette des Motels auf Schadenersatz, nachdem sie ungefähr ein Jahr später erfahren hatte, dass das schadhafte Türschloss, welches das Eindringen des Angreifers erst möglich gemacht hatte, nicht repariert worden war. Francis wurden 2,5 Millionen US-Dollar zugesprochen, mit denen sie eine Opferhilfe gründete. 1977 verlor Francis ihre Stimme nach einer fehlgeschlagenen Nasenoperation. Es folgten weitere Operationen zur Behebung des Zustandes, doch selbst danach musste sie Stimmunterricht nehmen; etwas, das sie noch nie zuvor in ihrem Leben benötigt hatte.
Trotzdem kehrte Francis 1978 ins Aufnahmestudio zurück und nahm für United Artists Records das Album Who’s Happy Now? auf. Die herausragende Aufnahme dieses Albums war eine Discoversion von Where the Boys Are. Dieses Lied nahm sie – wie schon 1960 die Originalversion – auch in japanischer, italienischer und spanischer Sprache auf. Weitere Lieder aus den Sessions zu Who’s Happy Now? wurden später auch in spanischer und deutscher Sprache aufgenommen und kamen als eigenständige Alben unter den Titeln Connie Francis En Español bzw. Was ich bin auf den Markt.
Im Jahr 1981 nahm Francis die beiden Titel Comme çi, comme ça und I’m Me Again auf. Das letztgenannte Lied wurde auch der Titelsong eines nachfolgenden Albums, das neben den beiden neuen Liedern vor allem bislang unveröffentlichtes Material aus der Zeit von 1959 bis 1969 enthielt. Die Single I’m Me Again brachte Connie Francis ihre bislang letzte Notierung in den Adult Contemporary Charts. Sowohl die Single als auch das Album waren Connie Francis’ letzte Originalveröffentlichungen auf MGM Records, bevor das Label vom PolyGram-Konzern – der MGM Records 1972 gekauft hatte – im Jahre 1982 eingestellt wurde.

### 1981–1988: Weitere Schicksalsschläge
Ihr Leben wurde 1981 von einer weiteren Tragödie überschattet, als ihr Bruder George Franconero jun. von der Mafia erschossen wurde.
Trotz dieser neuen Schicksalsschläge setzte Francis ihre Serie von Live-Auftritten fort und trat sogar wieder in Westbury auf. Doch von den traumatischen Ereignissen der vergangenen Jahre beeinflusst, wurde bei ihr eine bipolare affektive Störung diagnostiziert, wodurch sie innerhalb von vier Jahren in elf verschiedene psychiatrische Krankenhäuser zwangseingewiesen wurde. Connie Francis selbst bezeichnete diese Einrichtungen als deprimierend und bekannte, aufgrund dieser Erfahrungen beinahe Suizid begangen zu haben.
Dennoch war Francis in der Lage, ihre Autobiografie Who’s Sorry Now? zu schreiben und im Jahre 1984 zu veröffentlichen. Des Weiteren arbeitete sie wieder im Aufnahmestudio, doch trotz ihres Erfolges 1982 in den Countrycharts mit der Single There’s Still a Few Good Love Songs Left in Me gingen viele weitere Aufnahmen nicht über das reine Aufnahmestadium hinaus.

### Nach 1989
Erst 1989 konnte sich Connie Francis ihrer Karriere wieder verstärkt widmen. Für Malaco Records nahm sie das Doppelalbum Where the Hits Are auf, das Neuaufnahmen von achtzehn ihrer größten Hits enthielt sowie sechs Popklassiker anderer Künstler, die Francis besonders am Herzen lagen.
Im Jahr 1992 kam es für Francis zu einem Comeback in Deutschland, als fünf ihrer größten deutschen Hits zu einem Tanzmedley zusammengefasst, mit modernem Tanzrhythmus unterlegt und als „Jive Connie“ veröffentlicht wurden. Dieses Medley erreichte auf Anhieb die oberen Plätze der deutschen Charts und bescherte Francis unter anderem die Auszeichnung für das „Beste Comeback des Jahres“. In der Folge nahm sie mit Peter Kraus, mit dem sie bereits zwischen 1959 und 1962 mehrmals zusammengearbeitet hatte, zwei Duette für das Label Herzklang auf.
Im Jahr 1996 folgte mit The Return Concert live at Trump’s Castle das erste Live-Album seit Connie Francis at The Sahara in Las Vegas von 1966, und 1997 folgte With Love to Buddy, ein Tributealbum mit Songs des 1959 verstorbenen Buddy Holly.
Seitdem folgte keine weitere Originalveröffentlichung bei einem größeren Plattenlabel, allerdings veröffentlicht Francis gelegentlich über ihr eigenes Label Concetta Records in limitierten Auflagen CD-Alben und -EPs mit bislang unveröffentlichtem Material aus ihrem Privatarchiv.
Als Live-Künstlerin blieb Francis weiter aktiv, so hatte sie 2004 ihr erstes Engagement als Hauptact eines der Showtempel von Las Vegas seit 1989, 2007 gab sie mehrere ausverkaufte Konzerte im Castro Theater von San Francisco, und 2008 unternahm sie eine kleine Tournee durch Asien. 2010 trat sie gemeinsam mit Dionne Warwick unter der Ankündigung „Eric Floyd’s Grand Divas of Stage“ erneut in Las Vegas auf.
Mit der Herausgabe ihrer Autobiografie 2017 beendete sie ihre Bühnenlaufbahn, da sie ihre gesanglichen Fähigkeiten schwinden sah und ihre Fans damit nicht enttäuschen wollte. 2025 entwickelte sich ihr Lied Pretty Little Baby, das ursprünglich 1962 veröffentlicht wurde, vor allem durch seine Verwendung auf Social-Media-Plattformen zu einem verspäteten Hit und erreichte mehrere internationale Chartpositionen. Francis zeigte sich darüber erfreut, gab aber zu, sie habe den Song bis dato vergessen.
Francis lebte viele Jahre in Florida, ab 1996 in Parkland, einer Vorstadt von Miami. Nach gesundheitlichen Problemen, darunter eine Hüftverletzung, starb sie im Juli 2025 im Alter von 87 Jahren.

## Werk

### Gesangsstil und Bühnenpräsenz
Connie Francis war besonders bekannt für ihre Aufnahmen im balladesken Stil, die von ihr auf eine „schluchzende“ Art vorgetragen wurden. Auf der Bühne untermalte Connie Francis ihren emotionalen Vortrag mit dramatischen Gesten.

### Musikalische Genres
Während die Singles von Connie Francis sich fast ausschließlich auf den Kommerz konzentrierten und den damals aktuellen Sounds wie Rock ’n’ Roll, Twist oder dem unter anderem von Ellie Greenwich begründeten Girlgroup Sound folgten, präsentierte sie sich auf ihren Alben in einer Fülle von Stilrichtungen, wie Rhythm and Blues, Vocal Jazz, Country Music, Musicalmelodien, Kinderliedern, geistlicher Musik, Traditionals verschiedener in den Vereinigten Staaten repräsentierter ethnischer Gruppen bis hin zu Filmsoundtracks und Porträts damals aktueller Komponisten wie etwa Burt Bacharach oder Hal David.

### Diskografie
Studioalben

| Jahr | Titel Musiklabel Katalog-Nr. | Höchstplatzierung, Gesamtwochen, AuszeichnungChartplatzierungen (Jahr, Titel, Musiklabel Katalog-Nr., Platzierungen, Wochen, Auszeichnungen, Anmerkungen) | Höchstplatzierung, Gesamtwochen, AuszeichnungChartplatzierungen (Jahr, Titel, Musiklabel Katalog-Nr., Platzierungen, Wochen, Auszeichnungen, Anmerkungen) | Höchstplatzierung, Gesamtwochen, AuszeichnungChartplatzierungen (Jahr, Titel, Musiklabel Katalog-Nr., Platzierungen, Wochen, Auszeichnungen, Anmerkungen) | Höchstplatzierung, Gesamtwochen, AuszeichnungChartplatzierungen (Jahr, Titel, Musiklabel Katalog-Nr., Platzierungen, Wochen, Auszeichnungen, Anmerkungen) | Höchstplatzierung, Gesamtwochen, AuszeichnungChartplatzierungen (Jahr, Titel, Musiklabel Katalog-Nr., Platzierungen, Wochen, Auszeichnungen, Anmerkungen) | Anmerkungen                          |
| Jahr | Titel Musiklabel Katalog-Nr. | DE | AT | CH | UK | US | Anmerkungen                          |
| ---- | --- | --- | --- | --- | --- | --- | ------------------------------------ |
| 1958 | Who’s Sorry Now? • UK: MGM D-153 • US: MGM E-3686 | — | — | — | — | — | Erstveröffentlichung: April 1958     |
| 1959 | The Exciting Connie Francis • DE: MGM 65 010 • UK: MGM C-786 • US: MGM E-3761                                                                        | — | — | — | — | — | Erstveröffentlichung: März 1959      |
| 1959 | My Thanks to You • UK: MGM C-782 • US: MGM E-3776 | — | — | — | — | — | Erstveröffentlichung: Juni 1959      |
| 1959 | Rock ‘n’ Roll Million Sellers • US: MGM E-3794 | — | — | — | UK12 (1 Wo.)UK | — | Erstveröffentlichung: Juni 1959      |
| 1959 | Connie Francis sings Italian Favorites • UK: MGM C-821; MGM CS-6002 • US: MGM E-3791                                                                 | — | — | — | — | US4 (81 Wo.)US | Erstveröffentlichung: November 1959  |
| 1959 | Country & Western – Golden Hits • US: MGM E-3795 | — | — | — | — | — | Erstveröffentlichung: November 1959  |
| 1959 | Connie Francis sings Fun Songs for Children • UK: MGM C-819 • US: Lion Records L-70126; MGM E-4023                                                   | — | — | — | — | — | Erstveröffentlichung: November 1959  |
| 1960 | Connie Francis sings Spanish and Latin American Favorites auch bekannt als: Connie Francis sings Spanish Favorites • DE: MGM 65 046 • US: MGM E-3853 | — | — | — | — | — | Erstveröffentlichung: Juli 1960      |
| 1960 | Connie Francis sings Jewish Favorites • UK: MGM C-845 • US: MGM E-3869                                                                               | — | — | — | — | US69 (10 Wo.)US | Erstveröffentlichung: Oktober 1960   |
| 1960 | More Italian Favorites • US: MGM E-3871 | — | — | — | — | US9 (19 Wo.)US | Erstveröffentlichung: 1960           |
| 1961 | Songs to a Swinging Band • US: MGM E-3893 | — | — | — | — | — | Erstveröffentlichung: Februar 1961   |
| 1961 | Connie Francis sings “Never on Sunday” auch bekannt als: Connie Francis sings Film Hits • DE: MGM 65 023 • US: MGM E-3965                            | — | — | — | — | US11 (34 Wo.)US | Erstveröffentlichung: September 1961 |
| 1961 | Sing Along with Connie Francis • US: MatiMor Superecords 8002                                                                                        | — | — | — | — | — | Erstveröffentlichung: September 1961 |
| 1961 | Connie Francis Sings Folk Song Favorites • US: MGM E-3969                                                                                            | — | — | — | — | — | Erstveröffentlichung: Oktober 1961   |
| 1962 | Connie Francis sings Irish Favorites • US: MGM E-4013                                                                                                | — | — | — | — | — | Erstveröffentlichung: Februar 1962   |
| 1962 | Do the Twist auch bekannt als: Dance Party • US: MGM E-4022                                                                                          | — | — | — | — | US47 (17 Wo.)US | Erstveröffentlichung: Februar 1962   |
| 1962 | Connie Francis sings “Second Hand Love” • US: MGM E-3853                                                                                             | — | — | — | — | — | Erstveröffentlichung: Mai 1962       |
| 1962 | Connie Francis Sings • US: MGM E-4049 | — | — | — | — | US111 (9 Wo.)US | Erstveröffentlichung: 1962           |
| 1962 | Country Music – Connie Style • DE: MGM 65 033 • US: MGM E-4079                                                                                       | — | — | — | — | US22 (14 Wo.)US | Erstveröffentlichung: August 1962    |
| 1962 | Connie Francis • DE: MGM 65 029 | — | — | — | — | — | Erstveröffentlichung: 1962           |
| 1962 | Connie Francis Sings Modern Italian Favorites • DE: MGM 65 034 • US: MGM E-4102                                                                      | — | — | — | — | US103 (… Wo.)US | Erstveröffentlichung: Dezember 1962  |
| 1963 | Follow the Boys • DE: MGM 65 036 • US: MGM E-4123 | — | — | — | — | US66 (11 Wo.)US | Erstveröffentlichung: Februar 1963   |
| 1963 | Connie Francis sings Award Winning Motion Picture Hits • DE: MGM 65 037 • US: MGM E-4048                                                             | — | — | — | — | US108 (5 Wo.)US | Erstveröffentlichung: April 1963     |
| 1963 | Greatest American Waltzes • US: MGM E-4145 | — | — | — | — | US94 (17 Wo.)US | Erstveröffentlichung: Juli 1963      |
| 1963 | “Mala Femmena” and Connie’s Big Hits from Italy • US: MGM E-4161                                                                                     | — | — | — | — | US70 (13 Wo.)US | Erstveröffentlichung: August 1963    |
| 1963 | In the Summer of His Years • US: MGM E-4210 | — | — | — | — | US126 (2 Wo.)US | Erstveröffentlichung: Dezember 1963  |
| 1964 | Connie Francis Sings German Favorites • US: MGM E-4124                                                                                               | — | — | — | — | — | Erstveröffentlichung: Januar 1964    |
| 1964 | Looking for Love auch bekannt als: Ich wär’ so gerne verliebt • DE: MGM 65 041 • US: MGM E-4210                                                      | — | — | — | — | US122 (9 Wo.)US | Erstveröffentlichung: Juni 1964      |
| 1964 | A New Kind of Connie … • US: MGM E-4253 | — | — | — | — | US149 (2 Wo.)US | Erstveröffentlichung: September 1964 |
| 1965 | Connie Francis Sings “For Mama” • US: MGM E-4294 | — | — | — | — | US78 (15 Wo.)US | Erstveröffentlichung: 1965           |
| 1965 | Connie Francis Sings All Time International Hits • DE: MGM 65 058 • US: MGM E-4298                                                                   | — | — | — | — | — | Erstveröffentlichung: 1965           |
| 1965 | When the Boys Meet the Girls • US: MGM E-4334 | — | — | — | — | US61 (9 Wo.)US | Erstveröffentlichung: 1965           |
| 1966 | Jealous Heart • US: MGM E-4355 | — | — | — | — | — | Erstveröffentlichung: 1966           |
| 1966 | Movie Greats of the 60s • DE: MGM 65 065 • US: MGM E-4382                                                                                            | — | — | — | — | — | Erstveröffentlichung: Juli 1966      |
| 1966 | Melodien, die die Welt erobern • DE: MGM 65 061 | — | — | — | — | — | Erstveröffentlichung: Oktober 1966   |
| 1966 | Connie Francis and the Kids Next Door • US: MGM LES-903                                                                                              | — | — | — | — | — | Erstveröffentlichung: Oktober 1966   |
| 1967 | Love, Italian Style • US: MGM E-4448 | — | — | — | — | — | Erstveröffentlichung: Januar 1967    |
| 1967 | Happiness – Connie Francis on Broadway Today • DE: MGM 65 080 • US: MGM E-4472                                                                       | — | — | — | — | — | Erstveröffentlichung: Mai 1967       |
| 1967 | Grandes Exitos del Cine de los Años 60 • US: MGM E-4474                                                                                              | — | — | — | — | — | Erstveröffentlichung: Juli 1967      |
| 1967 | My Heart Cries for You • US: MGM E-4487 | — | — | — | — | — | Erstveröffentlichung: 1967           |
| 1968 | Hawaii Connie • UK: MGM C-8110 • US: MGM E-4522 | — | — | — | — | — | Erstveröffentlichung: 1968           |
| 1968 | Lass mich bei dir sein • DE: MGM 665 089 | — | — | — | — | — | Erstveröffentlichung: 1968           |
| 1968 | Connie & Clyde – Hit Songs of The 30s • DE: MGM 665 103 • US: MGM E-4573                                                                             | — | — | — | — | — | Erstveröffentlichung: Mai 1968       |
| 1968 | Connie Francis Sings Bacharach & David • US: MGM E-4585                                                                                              | — | — | — | — | — | Erstveröffentlichung: November 1968  |
| 1969 | The Wedding Cake • US: MGM SE-4637 | — | — | — | — | — | Erstveröffentlichung: 1969           |
| 1969 | Connie Francis sings the Songs of Les Reed • US: MGM SE-4655                                                                                         | — | — | — | — | — | Erstveröffentlichung: November 1969  |
| 1978 | Who’s Happy Now? • US: United Artists Records | — | — | — | — | — | Erstveröffentlichung: 1978           |
| 1978 | Was ich bin • DE: United Artists Records 30 196 XOT                                                                                                  | — | — | — | — | — | Erstveröffentlichung: 7. Juli 1978   |
| 1981 | I’m Me Again • US: MGM 1-5406 | — | — | — | — | — | Erstveröffentlichung: 1981           |

grau schraffiert: keine Chartdaten aus diesem Jahr verfügbar

### Filmografie (Kino)
| Originaltitel                | Deutscher Verleihtitel                             | Jahr | Rolle                    | Mitwirkende                                                               | Regisseur      | Produzent                      | Anmerkungen                                                                                      |
| ---------------------------- | -------------------------------------------------- | ---- | ------------------------ | ------------------------------------------------------------------------- | -------------- | ------------------------------ | ------------------------------------------------------------------------------------------------ |
| Rock, Rock, Rock!            | Rock, Rock, Rock                                   | 1956 | Dori Graham (nur Gesang) | Tuesday Weld, Valerie Harper, Chuck Berry, LaVern Baker                   | Will Price     | Max Rosenberg, Milton Subotsky | Connie Francis sang die Lieder, die Tuesday Weld in ihren Szenen zu Vollplayback präsentierte    |
| Jamboree                     | –                                                  | 1957 | Honey Winn (Nur Gesang)  | Freda Holloway, Paul Carr, Dick Clark                                     | Roy Lockwood   | Max Rosenberg, Milton Subotsky | Connie Francis sang die Lieder, die Freda Holloway in ihren Szenen zu Vollplayback präsentierte  |
| The Sheriff of Fractured Jaw | Sheriff wider Willen                               | 1958 | Miss Kate (Nur Gesang)   | Jayne Mansfield, Kenneth More, Bruce Cabot, Sid James                     | Raoul Walsh    | David M. Angel                 | Connie Francis sang die Lieder, die Jayne Mansfield in ihren Szenen zu Vollplayback präsentierte |
| Where the Boys Are           | Dazu … gehören zwei (auch Nachts, wenn ich träume) | 1961 | Angie                    | Paula Prentiss, Yvette Mimieux, Dolores Hart, George Hamilton, Jim Hutton | Henry Levin    | Joe Pasternak                  | –                                                                                                |
| Follow the Boys              | Mein Schiff fährt zu dir                           | 1963 | Bonnie Pulaski           | Paula Prentiss, Janis Paige, Russ Tamblyn                                 | Richard Thorpe | Lawrence P. Bachmann           | –                                                                                                |
| Looking for Love             | Ich wär’ so gerne verliebt                         | 1964 | Libby Caruso             | Johnny Carson, Pat Priest, Jim Hutton                                     | Don Weis       | Joe Pasternak                  | –                                                                                                |
| When the Boys Meet the Girls | Boy meiner Träume                                  | 1965 | Ginger Gray              | Harve Presnell, Louis Armstrong, Herman’s Hermits, Liberace               | Alvin Ganzer   | Sam Kazman                     | –                                                                                                |

### Filmografie (Fernsehen)
| Titel                     | Jahr | Rolle             | Mitwirkende                    | Regie        | Produzent |
| ------------------------- | ---- | ----------------- | ------------------------------ | ------------ | --------- |
| The Sister and the Savage | 1966 | Sister Mary Clare | James Farentino, Steve Carlson | Gerald Mayer | unbekannt |

### Bibliografie
| Titel                 | Veröffentlichungsjahr | Verlag             | ISBN                                               |
| --------------------- | --------------------- | ------------------ | -------------------------------------------------- |
| For Every Young Heart | 1963                  | Prentice Hall      | Keine (Anm.: Die ISBN wurden erst 1966 eingeführt) |
| Who’s Sorry Now?      | 1984                  | St. Martin’s Press | ISBN 0-312-87088-4                                 |

## Privatleben

### Bobby Darin
Im Jahr 1956 lernte Connie Francis den damals noch unbekannten Künstler Bobby Darin kennen. Zwischen den beiden entwickelte sich eine Romanze, und sie planten zu heiraten. George Franconero sen. jedoch unterband die Verbindung, indem er Darin in einem Fernsehstudio vor Zeugen mit einer Waffe bedrohte. Dies beendete die Beziehung zwischen Francis und Bobby Darin, der später Sandra Dee heiratete. Bis zuletzt bezeichnete Connie Francis Bobby Darin als die Liebe ihres Lebens.

### Ehen
Connie Francis war vier Mal verheiratet. Ihre erste Ehe mit Richard „Dick“ Kannellis endete 1964 nach drei Monaten; als Scheidungsgrund gab Francis häusliche Gewalt an.
Im Jahr 1971 heiratete sie Izadore Marion, von dem sie sich 1972 wegen „unüberwindbarer Differenzen“ scheiden ließ.
Die 1973 mit Joseph Garzilli geschlossene Ehe scheiterte 1975 an den Spätfolgen der Vergewaltigung im Jahr zuvor (vgl. hierzu auch Abschnitt Tragödie und Rückkehr).
Von 1985 bis 1986 war Connie Francis mit dem Fernsehproduzenten Bob Parkinson verheiratet, von dem sie sich ebenfalls wegen „unüberwindbarer Differenzen“ scheiden ließ.

### Kinder
Connie Francis war die Mutter von Joseph „Joey“ Garzilli jun., geboren 1974.

## Politik und Aktivismus
- Connie Francis unterstützte 1968 die Wahlkampagne von Richard Nixon und nahm unter anderem das Lied Nixon’s the one auf, das in der Radiowerbung eingesetzt wurde.
- 1980 ernannte Ronald Reagan Connie Francis als Vorsitzende seiner Task Force gegen Gewaltverbrechen.
- Connie Francis war Sprecherin der Traumakampagne von Mental Health America und war Repräsentantin sowohl für die USO als auch für UNICEF.

## Präsenz in der Populärkultur
- Als der Charakter Amber von Tussle in dem Film Hairspray das Lied Shake a Tail Feather der aus Afroamerikanern bestehenden Gruppe The Five Du-Tones als Tanznummer für einen Auftritt in einer Fernsehshow wählt, wird sie von ihrer rassistischen Mutter Velma von Tussle dafür gerügt, wobei sie die Frage stellt: „Hast du etwas gegen Connie Francis?“ (1988).
- Connie Francis’ Hit Lipstick on your Collar von 1959 diente als Titelsong für die britische Fernsehserie Lippenstift am Kragen (1993)
- Die von Connie Francis aufgenommene Version von I Will Wait For You aus dem Film Die Regenschirme von Cherbourg war in der Episode Gebell aus der Steinzeit der Fernsehserie Futurama (2002) zu hören.
- Die von Connie Francis aufgenommene Version von Mama ist in dem Film Mambo Italiano (2003) zu hören.
- Ein Kapitel in John Waters’ autofiktionalem Roman Carsick handelt von einer gemeinsamen Autofahrt des Ich-Erzählers mit Connie Francis.[19]